# Ptochophyle dischista
Ptochophyle dischista är en fjärilsart som beskrevs av Louis Beethoven Prout 1938. Ptochophyle dischista ingår i släktet Ptochophyle och familjen mätare. Inga underarter finns listade.